# Confederación Empresarial de Madrid-CEOE
CEIM, Confederación Empresarial de Madrid-CEOE es una organización patronal radicada en Madrid fundada el 28 de febrero de 1978 que representa a empresarios de la Comunidad de Madrid, integrando a asociaciones y empresas con actividad y ámbito geográfico de la región. Tras 30 años de funcionamiento, está constituida por más de 280 organizaciones empresariales, tanto sectoriales como territoriales.

## Historia
El nacimiento de CEIM está ligado a la transformación de España en un régimen democrático. La Ley de Libertad Sindical de abril de 1977, significó la desaparición del sindicalismo vertical y rompió los diques de la adscripción obligatoria de las empresas. 
Un grupo de empresarios, encabezados por Max Mazin, se habían agrupado previamente (mayo de 1976) para crear la Agrupación Empresarial Independiente (AEI), que inspiró la Agrupación Empresarial Independiente de Madrid (AEIM), que celebró su Asamblea constituyente en enero de 1977, siendo elegido Presidente José Antonio Segurado.
En Madrid se habían constituido otras dos entidades intersectoriales: la Federación Empresarial Madrileña (FEM), promovida por empresarios en torno a Agustín Rodríguez Sahagún y la Federación Provincial de Asociaciones de Empresarios de Madrid (FAEM). Esta última se unió a la AIEM, y el 28 de febrero de 1978, 24 asociaciones y 82 empresas firmaron el acta de constitución de la Confederación Empresarial Independiente de Madrid de la Pequeña, Mediana y Gran Empresa, que en la actualidad es CEIM Confederación Empresarial de Madrid-CEOE. Su primer Presidente fue José Antonio Segurado.

## Órganos de gobierno

### Presidentes
- José Antonio Segurado (1978-1985).
- Fernando Fernández Tapias (1985-2002).
- Gerardo Díaz Ferrán (2002-2007).
- Arturo Fernández Álvarez (2007-2015).
- Juan Pablo Lázaro Montero de Espinosa (2015-2018).
- Miguel Garrido de la Cierva (desde 2018 - Actualidad).

### Secretarios generales
- Agustín Mascareñas (1978-2000)
- Alejandro Couceiro (2000-2012)

### Asamblea General
Es el órgano representativo supremo de la Confederación. Está integrado por representantes designados por los asociados, organizaciones y empresas, según baremo aprobado por la Junta Directiva.

### Junta Directiva
Es el órgano ordinario colegiado de dirección. La Junta está compuesta por los miembros elegidos en la Asamblea General, entre un número no inferior a veinticinco ni superior al 15 por ciento del número de representantes de los asociados en la Asamblea General, fijados por la Junta Directiva, para cada período electoral.

### Comité Ejecutivo
Órgano permanente de gobierno, gestión, administración y dirección de la Confederación y asistencia al Presidente. Está compuesto por el presidente, los Vicepresidentes, el Tesorero, el Contador y los vocales en el número que la Junta Directiva determine, hasta un número -incluidos los anteriores-, que no exceda la tercera parte de los miembros de ésta.

### Otros órganos de gobierno
Vicepresidentes, tesorero y contador.

## Órganos de Asesoramiento
Los Estatutos prevén, como órganos de consulta y estudio, el Consejo Asesor, el Consejo de Presidentes y las Comisiones de Trabajo.

### Consejo Asesor de la Presidencia
El Consejo Asesor de la Presidencia presta su asesoramiento al Presidente y, por medio de él, a las demás instancias directivas de CEIM. Se compone de un máximo de 12 miembros, que no pueden formar parte de la Junta Directiva y son nombrados, a propuesta del Presidente, por aquella, para un mandato igual al suyo.

### Consejo de Presidentes
El Consejo de Presidentes se configura como órgano de consulta de la Junta Directiva y está formado por los Presidentes de todas las organizaciones territoriales y sectoriales, incorporadas a CEIM. Está constituido, con carácter informal, otro órgano consultivo del Presidentes, la Mesa. Este órgano lo integran los Vicepresidentes, el Tesorero y el Contador, quienes se reúnen en los casos de urgencia, para preparar las sesiones importantes de los órganos de gobierno.

### Comisiones de Trabajo
Las Comisiones son instrumentos de trabajo que estudian los asuntos sobre los que deben adoptar decisiones los órganos de gobierno. Se constituyen por acuerdo de la Junta Directiva.

## Departamentos
CEIM Confederación Empresarial de Madrid-CEOE está compuesta por diferentes departamentos, encargados de asesorar, informar y apoyar a los empresarios madrileños, que forman parte de la Confederación.
- Economía
- Laboral
- Formación
- Internacional
- Innovación
- Urbanismo
- Comunicación